# بلانیترا
بلانیترا (به لاتین: Belanitra) یک منطقهٔ مسکونی در ماداگاسکار است که در آنالامانگا واقع شده‌است. بلانیترا ۲٬۹۱۱ نفر جمعیت دارد.